# Clitocybe en coupe
Pseudoclitocybe cyathiformis
Espèce
Le clitocybe en coupe (Pseudoclitocybe cyathiformis) est une espèce de champignons basidiomycètes de la famille des tricholomatacées.

## Taxonomie
Nommé Agaricus cyathiformis par Bulliard en 1792, ce petit champignon a, comme beaucoup de ses confrères, changé plusieurs fois de genre, voire d'épithète, avant de rejoindre sa classification actuelle. Le dernier nom binomial en date, que l'on retrouve encore dans beaucoup d'ouvrages, était Cantharellula cyathiformis, bien qu'il n'ait en commun avec les chanterelles que son aspect infundibuliforme et l'habitat qu'il partage parfois avec Cantharellus tubaeformis.

## Étymologie
L'épithète spécifique a été construite sur le latin cyathus (grec kuathos), « vase » ou « coupe » et le suffixe -formis, en référence à l'aspect toujours creusé et jamais étalé de son chapeau.

## Description
- Chapeau 2 à 7 cm, brun-gris foncé, pâlissant par temps sec, en forme d'entonnoir. Marge très enroulée.
- Lames gris clair, peu décurrentes. Sporée blanche.
- Pied 4 à 8 cm, brun-gris plus clair que le chapeau et fibrillé de blanc. Renflement et duvet à la base.
- Chair blanc-gris. Odeur et saveur fongiques, faibles.

## Habitat
Pseudoclitocybe cyathiformis pousse dans l'herbe, la mousse ou les feuilles des bois à la fin de l'automne et au début de l'hiver.

## Comestibilité
C'est un champignon comestible ; quoique ténu et sans réputation particulière, il vaut bien d'autres tricholomatacées et pourra venir compléter les paniers maigrichons.

## Espèces proches
Des débutants pourront le confondre, sans grand risques, avec des chanterelles grises, voire des trompettes, mais les seules espèces proches sont d'autres clitocybes.

## Sources
- Champignons, Jakob Schlittler et Fred Waldvogeln tome I/II, Editions Silva, Zürich 1972
- Les Champignons, Roger Phillips, Editions Solar 1981  (ISBN 978-2-263-00640-1)

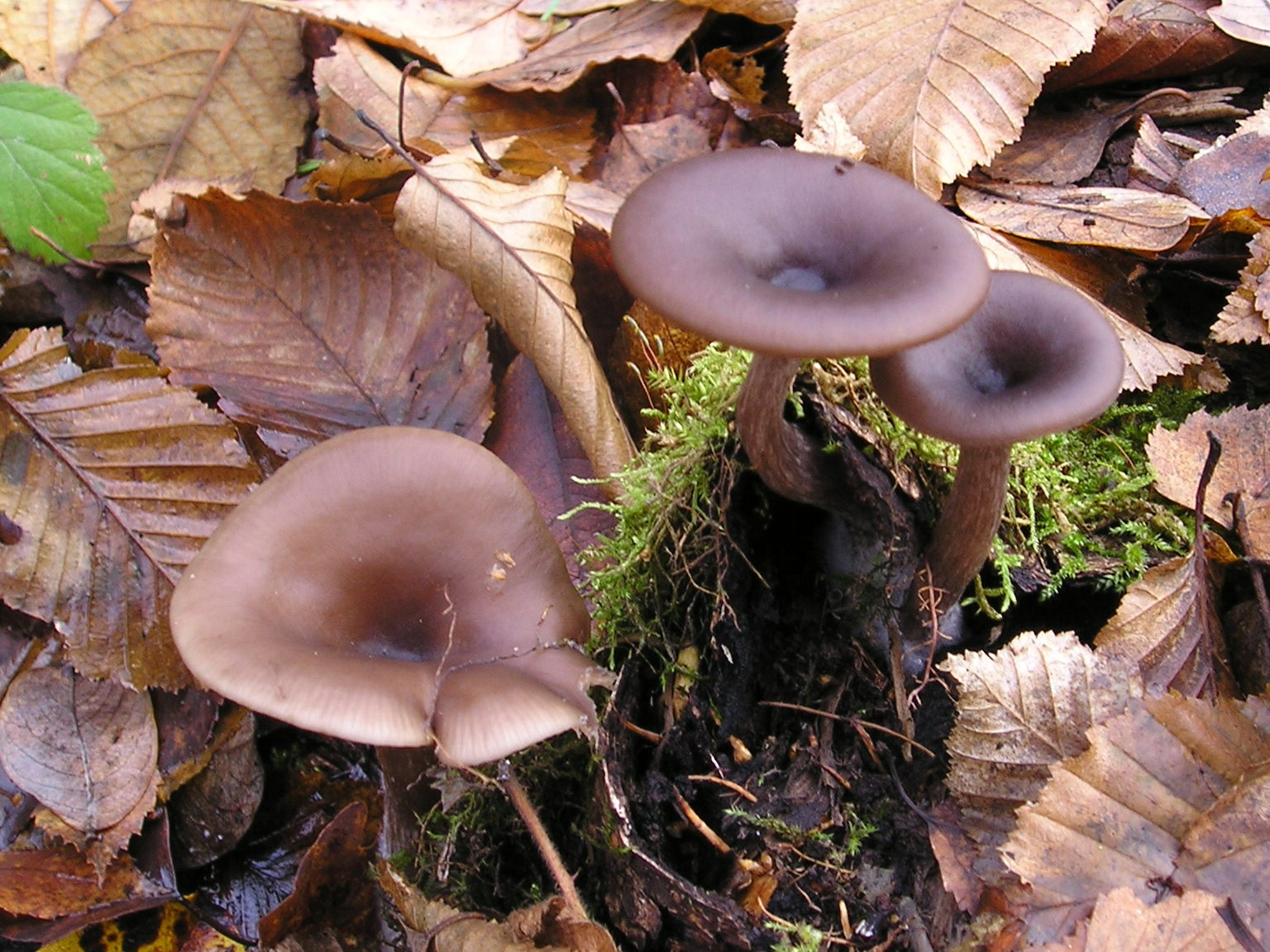
Pseudoclitocybe cyathiformis